# Gevangenpoort
La Gevangenpoort est une prison médiévale située à La Haye aux Pays-Bas. Depuis 1882, le bâtiment abrite un musée. La Gevangenpoort est située à proximité de la Binnenhof et du Hofvijver. La De Plaats de La Haye se trouve derrière. Le het Groene Zoodje, le lieu des exécutions, où on administrait également, par exemple, des flagellations, se trouvait à son extrémité.
La Gevangenpoort fait partie du Top 100 de l'Agence nationale du patrimoine néerlandais.

## Histoire

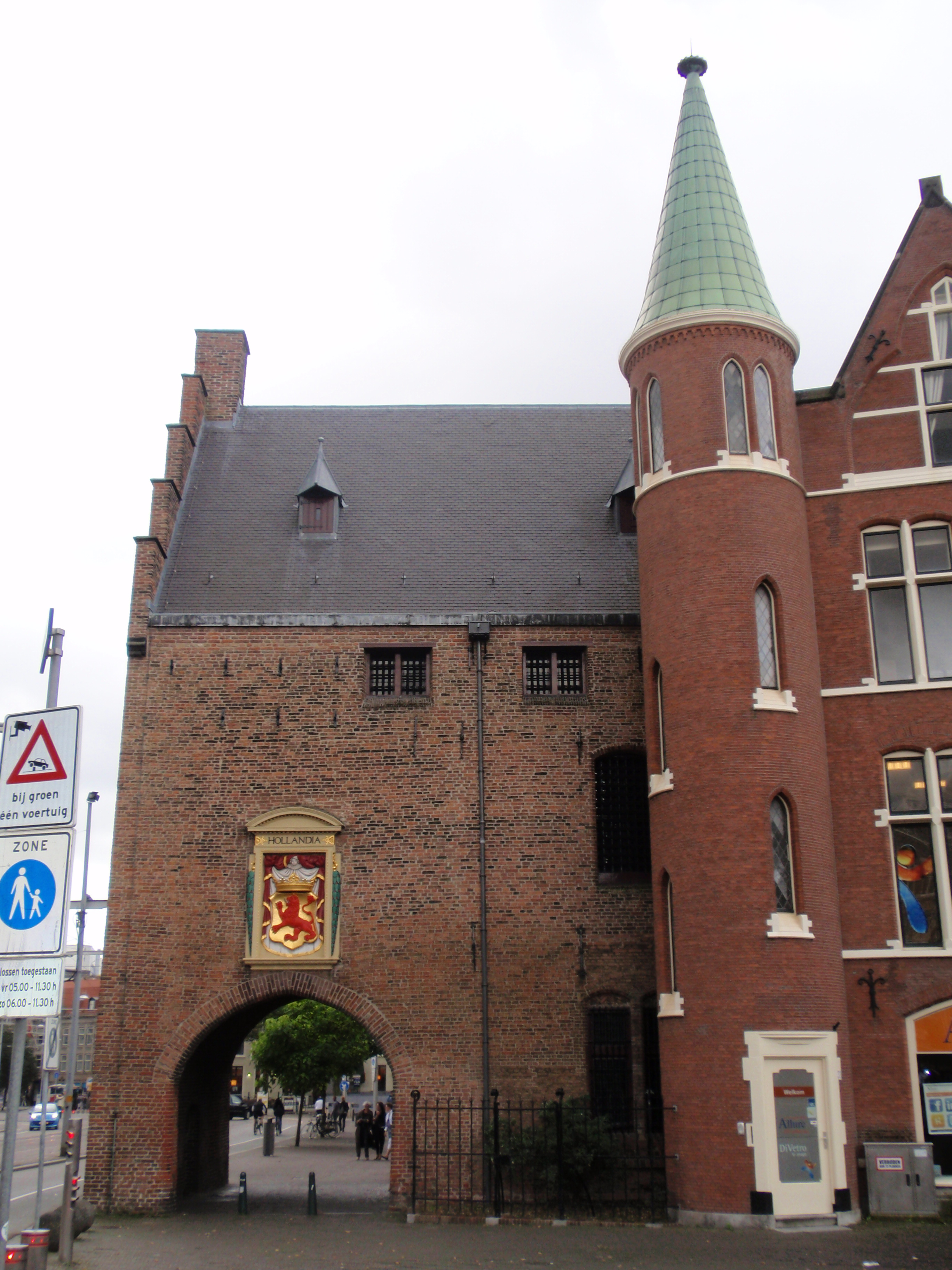
La Gevangenpoort.

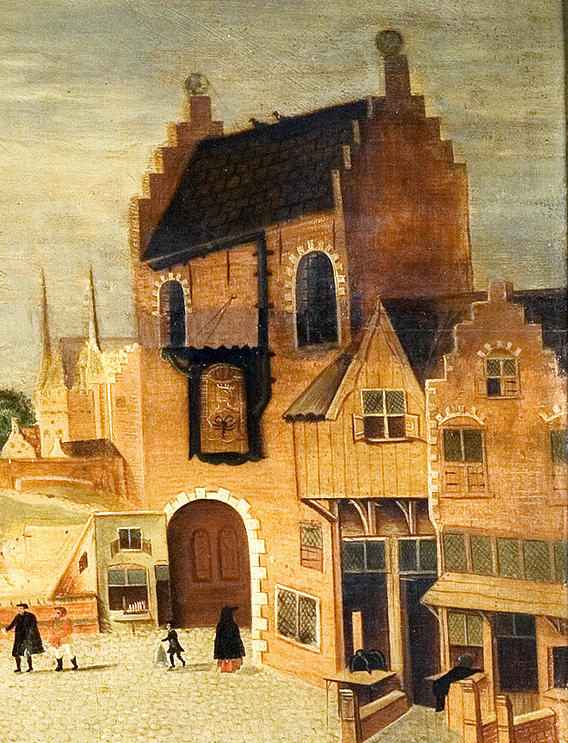
La Gevangenpoortt à l'époque où Dirck Volkertsz. Coornhert y est emprisonné. Détail d'un tableau datant d'environ 1555, musée historique de La Haye.

De 1420 à 1828 environ, la Gevangenpoort est la prison du tribunal de Hollande, où sont détenues les personnes ayant commis un crime grave. En 1428, Philippe le Bon transforme la « voorpoorte van den hove » (« porte d'entrée du tribunal »), comme on l'appelait à l'origine, en prison d'État. Le nombre de cellules n'est pas toujours suffisant. En 1445, un grand nombre des plus de cent rebelles Hoek capturés à Leyde doivent être emprisonnés dans trois auberges, dont 't Goude Hooft,. 
Les pirates s'y retrouvent également. En 1451, le gardien de prison Michiel van Halewijn reçoit l'ordre de fournir à vingt et un pirates capturés dans la ville portuaire française de Dieppe rien d'autre que du pain et de l'eau. La piraterie est sévèrement punie à cette époque. La plupart d’entre eux sont exécutés après un procès.
Entre 1517 et 1535, l'empereur Charles Quint y fait construire un grand complexe cellulaire et agrandit également le palais de justice.
Les suspects sont détenus dans la prison en attendant leur procès. Conformément aux coutumes médiévales, la torture est utilisée si elle est jugée nécessaire. Parfois, quinze prisonniers sont installés dans une cellule, où ils doivent attendre leur sentence, qui consiste en une amende ou un châtiment corporel, par exemple le pilori, le bannissement ou la peine de mort. L'emprisonnement comme châtiment n'est utilisé que depuis le XVIIe siècle .

### Prisonniers célèbres

#### Jean V d'Arkle
En 1401, Guillaume IV de Hainaut annonce à son père Albert de Bavière que son stathouder, le puissant noble Jean V d'Arkle, lui est infidèle et qu'il refuse de participer davantage aux guerres frisonnes-hollandaises, de courtes guerres du comté de Hollande contre la Frise et la Frise occidentale. Jean V d'Arkle déclare alors ses terres d'Arkel indépendantes, provoquant les guerres d'Arkel, qui durent de 1401 à 1412. Il finit par se retrouver enfermé à la Gevangenpoort, où il séjourne de 1415 à 1426.

#### Dirk van Beaumont
En 1481, pendant la guerre des Crochets et des Cabillauds, le bourgmestre de Dordrecht, Dirk van Beaumont, est capturé avec son bailli Adriaen Westfaling lors de la prise de Dordrecht. L'influent seigneur Jean III d'Egmont fait enfermer le bourgmestre et le bailli dans la Gevangenpoort. Malgré les efforts de Marguerite d'York, veuve de Charles le Téméraire, pour obtenir la clémence pour les deux, ils sont décapités sur la Groene Zoodje la même année après un procès,.

#### Hubert van Rossum
En 1523, Hubert van Rossum, chancelier du duc Charles de Gueldre, se retrouve dans une cellule de la Gevangenpoort après avoir été capturé pendant la dernière guerre frisonne-néerlandaise. Le chancelier a joué un rôle actif dans la lutte contre l'empereur Charles Quint et a été arrêté par Jan II van Wassenaer et Georg Schenck van Toutenburg. Ce n’est que parce qu’il est également prêtre qu’il n’est pas exécuté. Il passera le reste de sa vie prisonnier au château de Rupelmonde,.

#### Jan de Bakker
L'ancien prêtre Jan Jansz van Woerden, mieux connu sous le nom de Jan de Bakker ou « Pistorius », est emprisonné à la Gevangenpoort en 1525 sur ordre de  Marguerite d'Autriche (1480-1530). Avec quelques interruptions, il est interrogé pendant quatre mois, soupçonné d'hérésie. À cette époque, un interrogatoire implique également le recours à la torture. Le 11 septembre de la même année, il est brûlé sur le bûcher, première victime néerlandaise de la persécution des adeptes du protestantisme naissant.

#### Catharina de Chasseur
Le fils du noble Gerrit van Assendelft, âgé de dix-neuf ans, épouse Catharina de Chasseur, une jeune dame de basse extraction, à Orléans en 1507. Van Assendelft regrette rapidement son choix ; il s'nstalle à La Haye au Spaansche Hof. Accompagnée de sa mère, Catharina de Chasseur le suit en Hollande et s'installe également à La Haye. Elle gagne un procès pour faire reconnaître son mariage et a même un fils avec son mari en 1517. En 1531, la relation prend fin définitivement après que Catharina entame un nouveau procès. Catharina renonce à ses prétentions sur son héritage en échange d'une pension pour elle et son fils. Elle complète probablement ces revenus en commerçant depuis sa maison de la Nieuwstraat. Elle se rend coupable de complicité de faux-monnayage et est emprisonnée à la Gevangenpoort le 11 février 1541, sur ordre de la Cour de Hollande. Au cours de la procédure pénale, son ex-mari Gerrit van Assendelft est temporairement démis de ses fonctions de président du Tribunal de Hollande. Le 9 avril de la même année, elle est reconnue coupable par le tribunal d'incitation à la contrefaçon. Sa peine doit être le bûcher, mais celle-ci est commuée en une exécution privée. Elle est exécutée à la Gevangenpoort dans la nuit du 11 au 12 avril 1541. Le bourreau la ligote et lui verse de l'eau dans la bouche à l'aide d'un entonnoir jusqu'à ce qu'elle se noie. Selon la tradition, son fantôme aurait hanté la maison de son mari à Westeinde pendant des siècles,.

#### Dirck Volkertsz. Coornhert
Le théologien Dirck Volkertszoon Coornhert est emprisonné à la Gevangenpoort pendant un certain temps en 1567, sur ordre du Conseil des troubles après que ses contacts avec Guillaume Ier d'Orange-Nassau l'aient rendu suspect. Durant sa captivité, il écrit son Boeventucht, dans lequel il affirme que les châtiments corporels sont inutiles. Selon Coornhert, les poursuites fondées sur la vengeance ou les représailles devraient être remplacées par une justice pénale fondée sur des considérations rationnelles. Il écrit qu’il serait plus utile de mettre les condamnés au travail. Les catholiques et les calvinistes de l’époque rejettent ses idées. Après sa libération, Coornhert s'enfuit à l'étranger pendant plusieurs années. Son ouvrage Boeventucht n'est publié que vingt ans plus tard, mais il a une influence significative sur le développement du droit pénal néerlandais.

#### René van Oldenbarnevelt

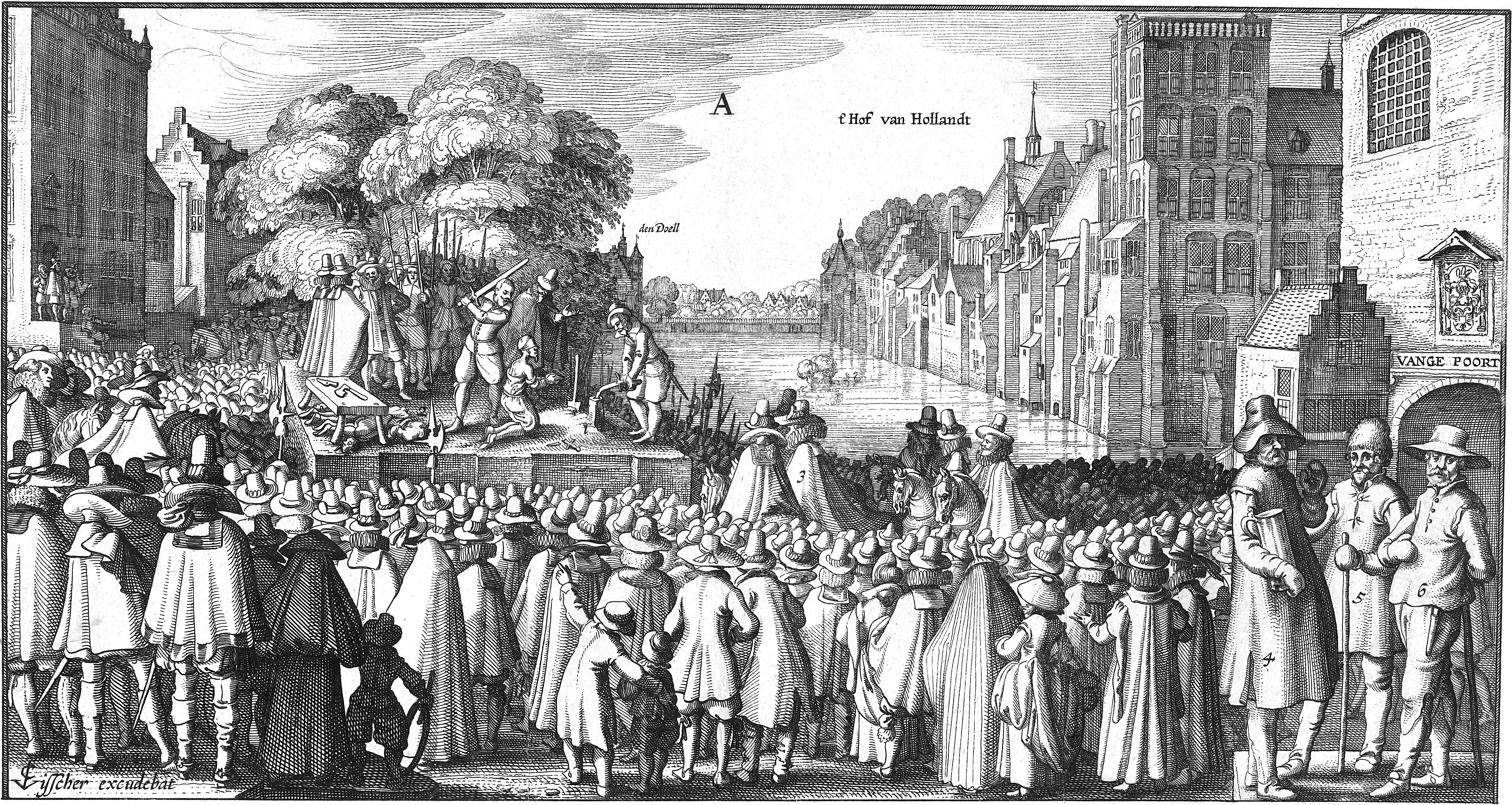
Exécution de Reinier van Oldenbarnevelt au Groene Zoodje à La Haye, 1623. À droite, la Gevangenpoort.

Après la décapitation du Grand-pensionnaire Johan van Oldenbarnevelt en 1619 pour haute trahison, ses fils Guillaume  et René, avec le prédicateur Hendrick Slatius, préparent un attentat contre le prince stathouder Maurice de Nassau. Ils le tiennent pour responsable du procès politique de leur père, de son exécution et de la perte de leur emploi et de tous leurs biens qui en résulte. L'attaque, qui doit être menée par plusieurs marins recrutés à cet effet, est divulguée à la dernière minute et est déjouée. Guilalume van Oldenbarnevelt réussit à fuir le pays et n'y reviendra jamais, mais René van Oldenbarnevelt et Slatius sont arrêtés et enfermés dans la Gevangenpoort. Une demande de clémence pour son fils, présentée par Maria van Utrecht, la veuve de Johan van Oldenbarnevelt, ainsi que par l'épouse de René, Anna Weytsen, et leur fils, est rejetée par le stathouder. Après un procès, René van Oldenbarnevelt est décapité le 28 mars 1623 au Groene Zoodje. Le prédicateur Slatius ne peut compter sur aucune pitié et subit le même sort le 5 mai 1623, avec trois autres personnes impliquées dans la conspiration. Au total, quinze personnes sont condamnées à mort,.

#### Witte de With

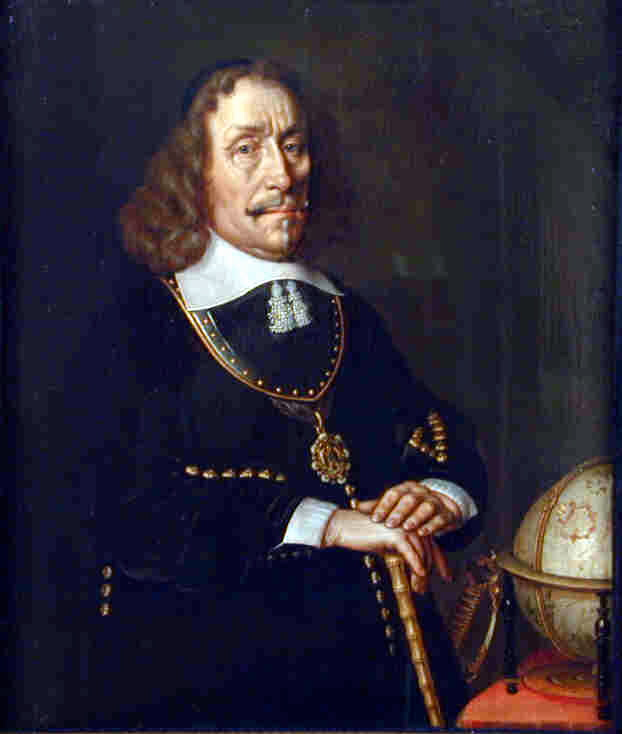
Abraham van Westerveld, Portrait du vice-amiral W.C. de With, 1655, Nederlands Scheepvaartmuseum.

Le 7 mai 1650, l'amiral Witte de With est emprisonné à la Gevangenpoort sur ordre du stathouder Guillaume II d'Orange-Nassau et des États généraux des Provinces-Unies, pour avoir quitté son poste sans permission, ce qui, dans les cas extrêmes, aurait pu être puni de mort. Il y est détenu pendant 22 semaines dans la soi-disant « chambre du chevalier ». Après que le procès contre l'amiral eut été initialement retardé en raison d'un conflit de juridiction, le coup d'État mené par le prince Guillaume II le 30 juillet 1650 fait en sorte que ce ne soit pas la Cour de Hollande, mais un tribunal spécial formé de dix juges, deux de chaque amirauté, qui juge l'affaire. En novembre de la même année, l'amiral Witte de With est inculpé de 259 chefs d'accusation de manquement au devoir et, le 3 décembre, il est exigé qu'il soit décapité par l'épée. Cependant, le 16 décembre, l'amiral est libéré dans l'attente de sa peine. Finalement, le 16 février 1651, il est condamné à la confiscation de ses salaires de novembre 1649 et au paiement des frais du procès, qui s'élevent au total à environ sept mille florins, une somme très importante pour l'époque. Beaucoup pensent à l’époque que si le prince Guillaume II n’était pas mort le 6 novembre 1650, l’affaire aurait pu se terminer par une condamnation à mort. Vrai ou non, cela indique l’influence que le prince est censé pouvoir exercer sur le processus juridique.

#### Cornelis de Witt

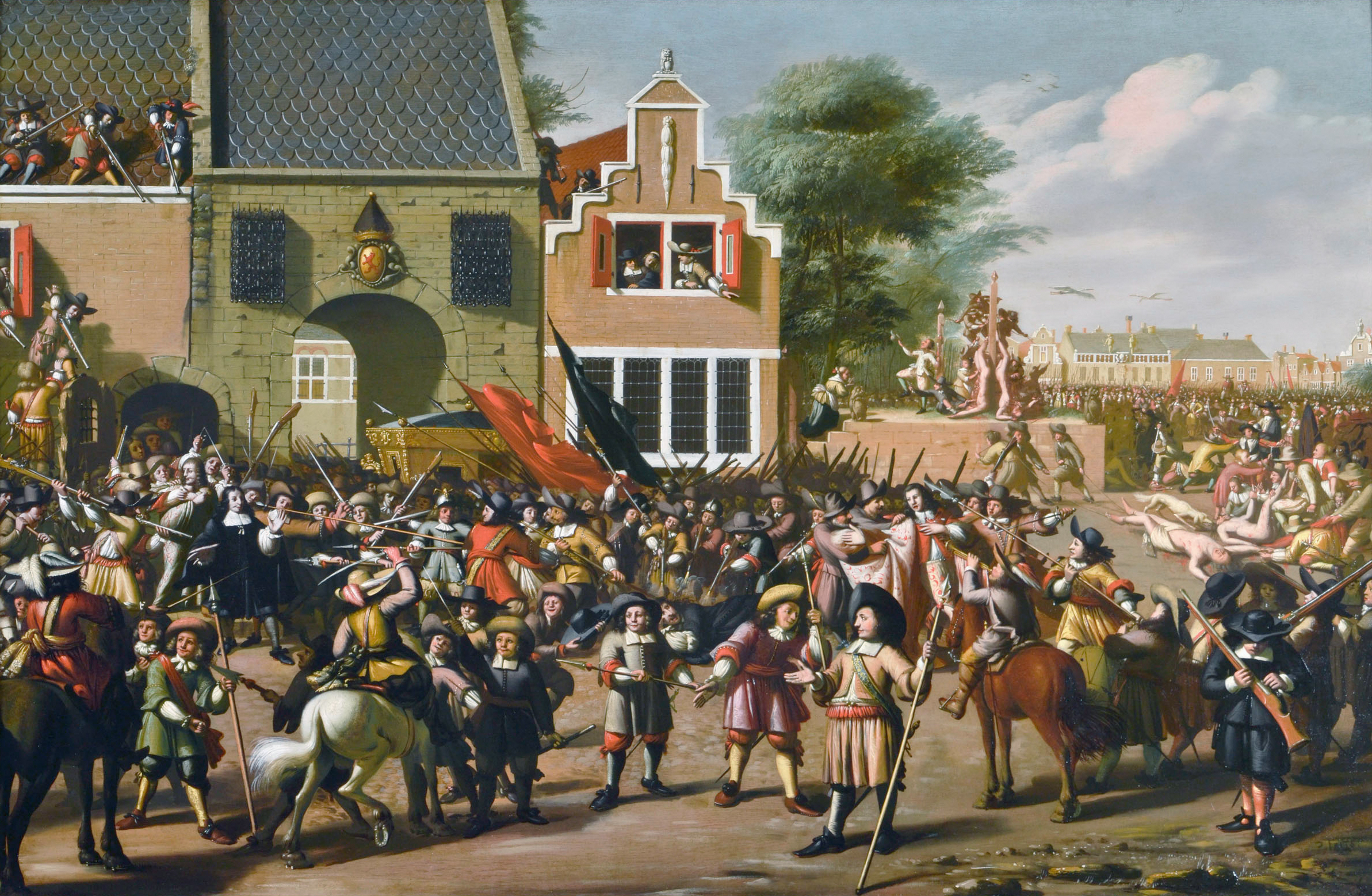
Pieter Frits (1627-1708), Meurtre des frères De Witt.

Le prisonnier le plus célèbre est Cornelis de Witt, qui, sans preuve convaincante, est soupçonné d'avoir comploté pour assassiner le stathouder. Il n'est pas condamné pour cela, mais est banni pour parjure devant le tribunal. Quelques heures plus tard, Cornelis et son frère Johan sont lynchés par « la foule » devant la Gevangenpoort, le 20 août 1672, pendant le Rampjaar.

### Évasions
En 1675, Abraham de Wicquefort, accusé d'espionnage, est enfermé dans une spacieuse pièce mansardée. Il réussit à s'échapper grâce à l'aide de la femme de chambre du gardien de prison, sorti pour la soirée. L'une des dernières évasions de la Gevangenpoort a lieu en 1832, lorsque Willem Gustaaf Frederik Bentinck soudoie le gardien de prison Jacobus Harthoorn.

## Description

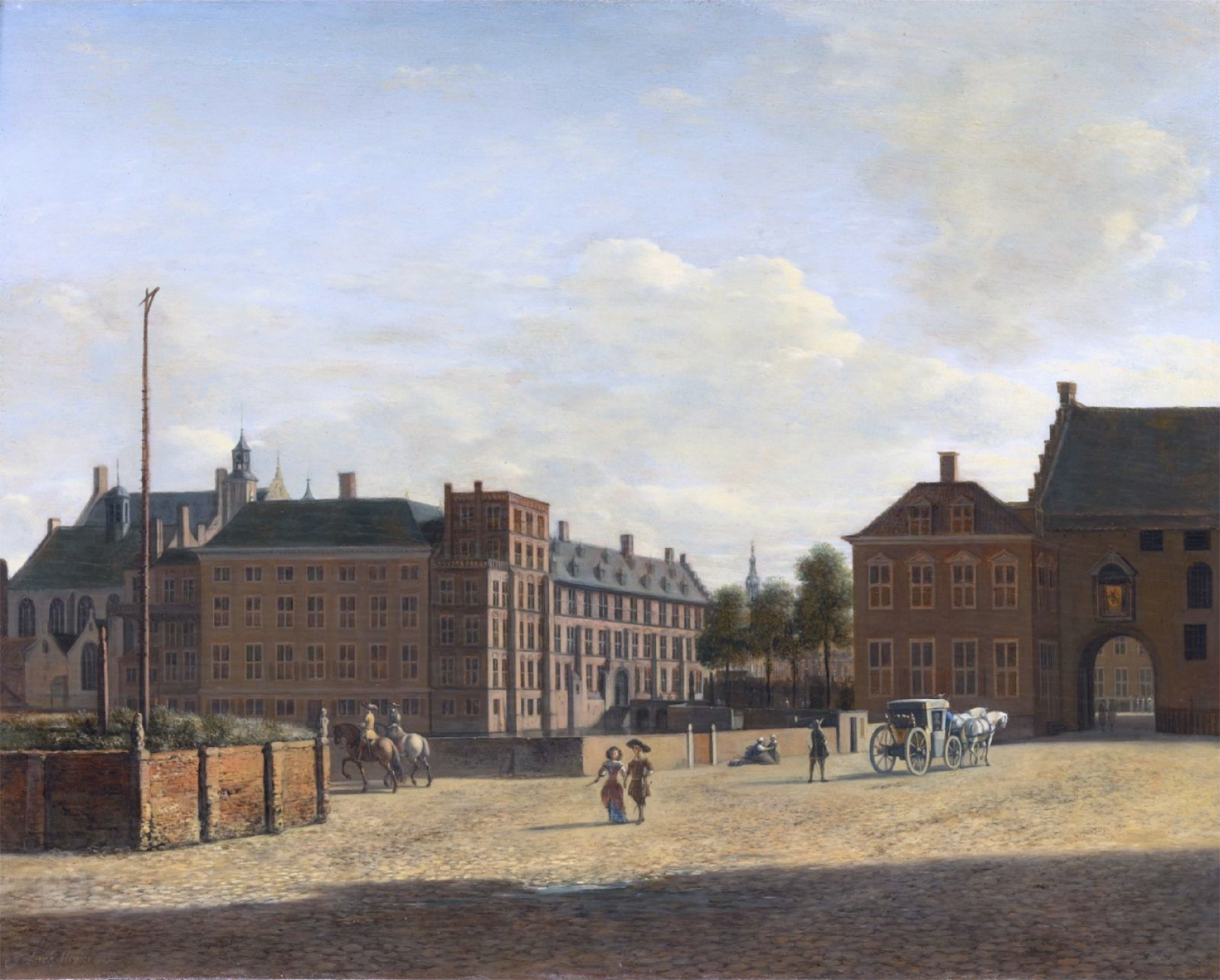
Gerrit Berckheyde, à droite le Gevangenpoort et à gauche le site d'exécution Het Groene Zoodje, 1690.

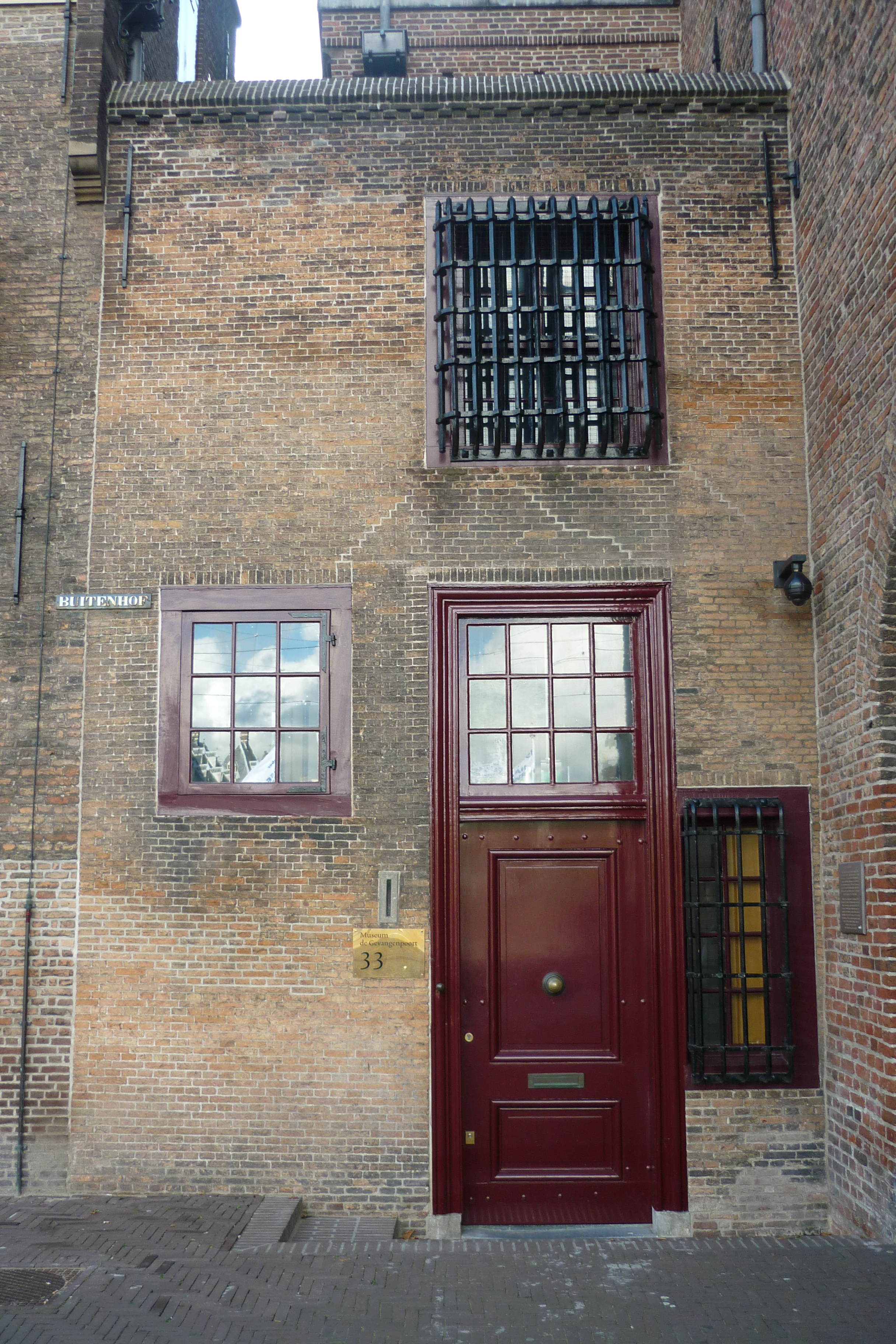
Ancienne entrée.

La Gevangenpoort est à l'origine l'une des trois portes d'entrée du château des comtes de Hollande, avec le Buitenhof et la Binnenhof. C'est la seule porte médiévale qui ait été conservée à La Haye. Le fait que le bâtiment ait été épargné est principalement dû à Victor de Stuers qui a désigné le bâtiment comme musée des instruments de torture et en a été le premier directeur. Le complexe immobilier, qui se compose de plusieurs autres bâtiments en plus du Gevangenpoort, appartient à l'État.

### Origines
En 1280, une porte en bois est construite au Buitenhof, appelée Voorpoort van den Hove. Cette porte devient l'entrée principale de la Binnenhof depuis le Lange Voorhout et ses environs, où vivent la plupart des hauts nobles et des membres de la cour. C'est en partie pour cette raison que l'ancienne porte en bois est remplacée par une nouvelle et impressionnante porte en pierre peu après 1370 ; elle sert de prison vers 1420.

### Extensions
À l'origine, une pièce au-dessus de la porte sert de cellule. À côté du bâtiment se trouve une maison où vit le geôlier, qui est reliée à la guérite par une cour commune. Cette cour contient également la salle dite de deuil, où les condamnés à mort peuvent passer leur dernière nuit et éventuellement profiter d'un dernier repas. En raison de l'importante persécution des protestants par l'Inquisition, la Gevangenpoort manque de cellules ; c'est pourquoi le bâtiment est agrandi entre 1517 et 1535 avec un bloc cellulaire et une chambre de torture en dessous. Dans l'ancienne guérite, la cellule est alors divisée en une pièce pour les chevaliers et une pour les femmes. Un nouvel escalier est également construit entre les parties nouvelles et anciennes du complexe.
En 1540, d'autres extensions comprennent la nouvelle salle d'examen où les suspects peuvent être soumis à un interrogatoire oral, par opposition à l'interrogatoire physique ou à la torture dans la chambre de torture. Cette dernière option est toujours ouverte lorsque l’interrogatoire oral ne donne aucun résultat. En 1604, la salle d'examen est agrandie d'une salle où les membres de la Cour de Hollande peuvent se retirer pour délibérer. Au XVIIIe siècle, la garde dite du domestique, ainsi qu'une nouvelle maison pour le geôlier, la maison du concierge, sont construites. Le corps de garde est démoli au XIXe siècle. Depuis 2010, la maison du concierge est utilisée comme espace de bureaux et de café du musée.

### Armoiries

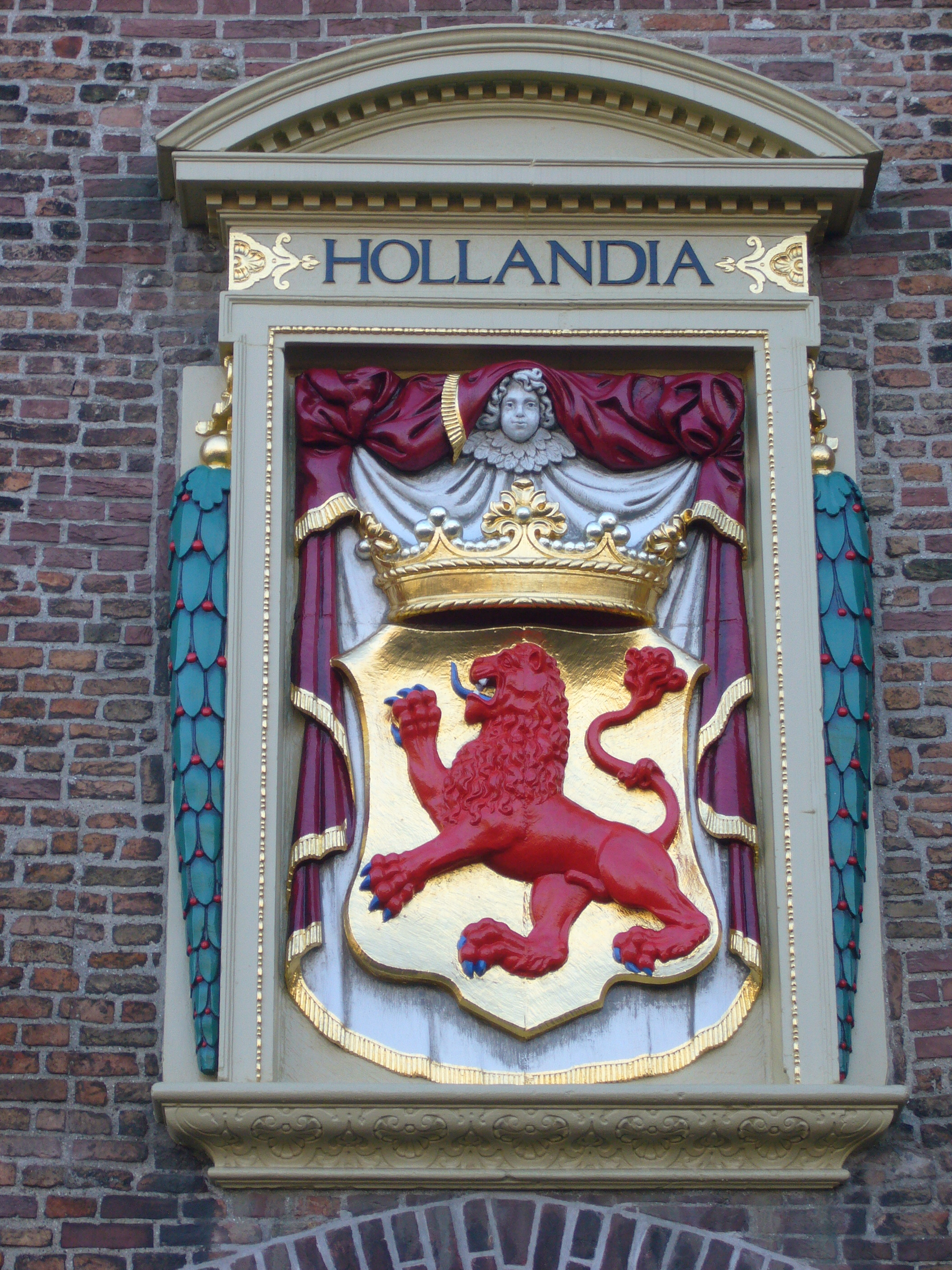
Blason sculpté des armoiries de Hollande du XVIIe siècle situé au dessus de la porte.

Au-dessus de la porte, côté Plaats, sont exposés depuis des siècles les armoiries sculptées et peintes du comté de Hollande. Ces armoiries, représentant le lion hollandais, ont des origines qui remontent à plusieurs siècles. En 1433, Jacqueline de Bavière renonce officiellement à son titre et à sa dignité de comtesse de Hollande, en faveur du duc Philippe le Bon, fondateur du célèbre Ordre de la Toison d'or. Après sa mort, en 1436-1437, il fait placer ses propres armoiries, peintes à l'huile sur bois, contre la Gevangenpoort, sous un modeste dais recouvert d'ardoise. Il fait également placer ses armoiries contre la Spuipoort à La Haye, comme signe visible de son autorité. Après sa mort en 1467, les armoiries restent en place pendant de nombreuses décennies. En 1500, un certain nombre de crochets sont installés dans la porte pour la renforcer. 
Ce n'est que vers 1532, lors d'une rénovation de la Gevangenpoort, qu'il est décidé de « faire apparaître ici les armoiries de l'Empereur », les armoiries de l'empereur Charles Quint, alors landsheer (seigneur) de La Haye. Le nouveau blason est fait de pierre naturelle taillée et peinte, ce qui est à la fois plus durable et beaucoup plus cher. A cette occasion, un gable en pierre est également installé. L'ensemble est recouvert d'un nouveau dais en bois, lui-même recouvert de plomb. Après l'abdication de Philippe II en 1581, les armoiries ne sont pas retirées, mais leur entretien est négligé.
Le 23 mai 1631, les États de Hollande et de Frise-Occidentale décident qu'il est grand temps de remplacer les armoiries désuètes « de l'Empereur et d'Espagne » par les armoiries hollandaises. Le dessin est réalisé par Seger Quirijnsz van der Maes, un peintre de La Haye spécialisé dans les blasons et l'héraldique. Le maître sculpteur sur pierre Jan Arentsz est chargé de réaliser les nouvelles armoiries en pierre. La façade est également remplacée à cette occasion. À la place, on installe un fronton de style Renaissance, très en vogue à l'époque, que l'on peut encore voir aujourd'hui sur la façade. Comme le travail d'Arentz est bien accueilli, il reçoit l'autorisation de construire en 1633 une belle porte en pierre bleue derrière la Binnenhof, la Mauritspoort, qui existe encore. Au cours de la même période, deux autres portes de la Binnenhof sont réalisées par son collègue Jan Gerritsz van Lide.

### Menaces de démolition
Le corps de garde, qui perd sa fonction de prison en 1828, devait être démoli pour faire place à l'agrandissement des écuries royales voisines. En 1830, ce projet est suspendu jusqu'en 1852, en raison de son utilisation par des organisations militaires. La démolition est de nouveau stoppée par une décision du roi Guillaume III, à la demande du Premier ministre Johan Rudolf Thorbecke en 1853, de préserver le bâtiment comme « mémorial historique » ou monument national. Néanmoins, à partir de 1873, une démolition est à nouveau sérieusement envisagée. Cela prend fin avec l'intervention mentionnée ci-dessus de De Stuers en 1875 et une restauration en 1878-1885. En 1883, la Gevangenpoort ouvre ses portes au public.
Au début du XXe siècle, la Gevangenpoort est de nouveau menacée de démolition. Tout le trafic du Buitenhof au Plaats doit passer par la porte et celle-ci n'est pas assez grande pour en accueillir la croissance de celui-ci. L'arrivée du tramway électrique pose notamment des problèmes d'espace : les tramways ne peuvent pas passer par la porte et le Hofweg n'existait pas dans le passé ; c'est pourquoi les tramways circulent dans la Binnenhof jusqu'en 1924. Finalement, il est décidé de ne pas démolir la Gevangenpoort, mais une rangée de maisons entre la Gevangenpoort et le Hofvijver. Après qu'une partie du Hofvijver ait été sacrifiée en 1915, une nouvelle route peut être construite, le Vijverdam, mais qui appartient au Buitenhof. Au cours de ces travaux, il apparait que la Gevangenpoort risque de s'affaisser : un contrefort est construit sous la forme d'une porte. Après des renforcements du bâtiment, le contrefort est retiré en 1961, permettant la construction d'un trottoir à cet endroit.

### Rénovation la plus récente

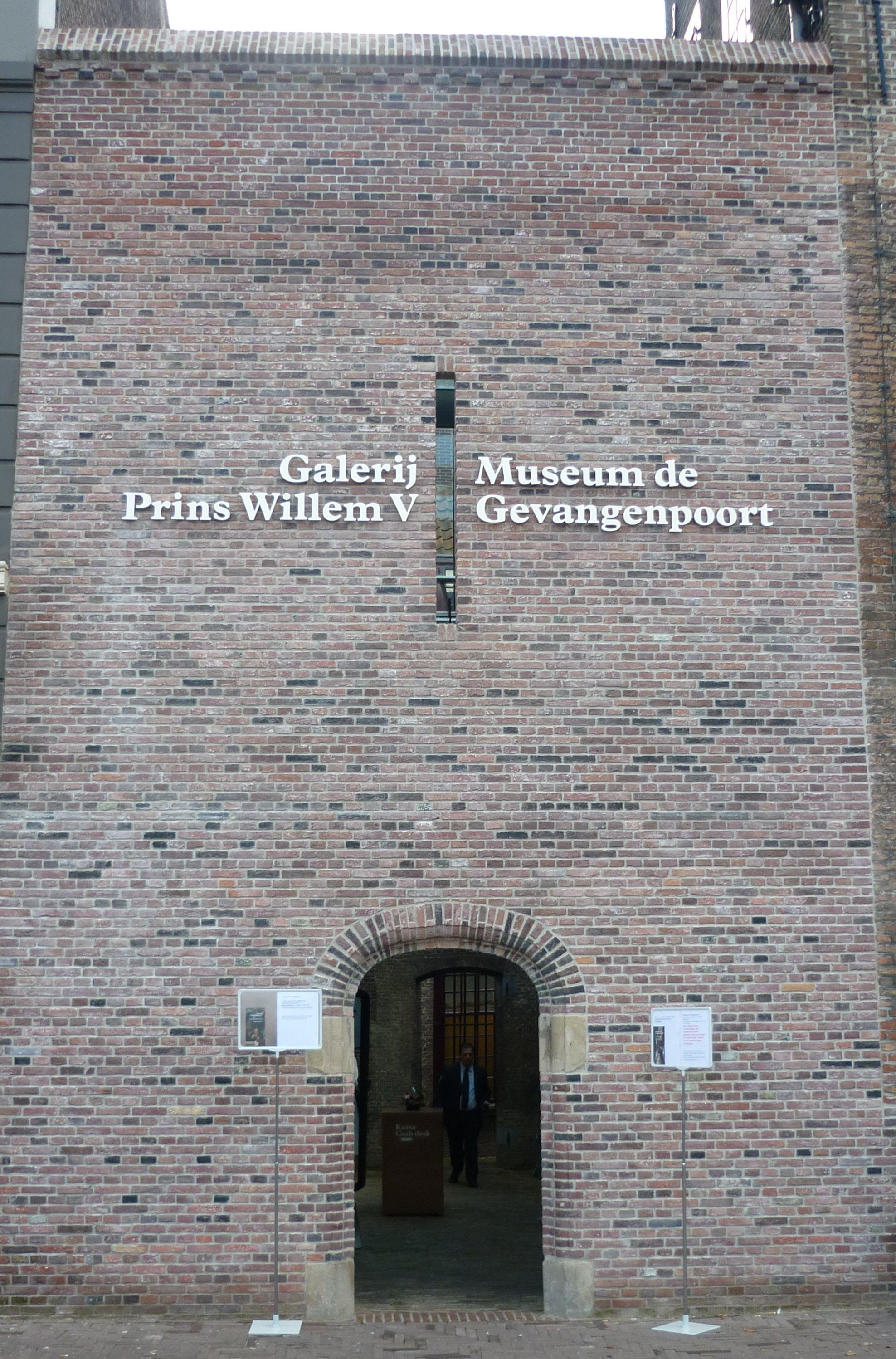
Nouvelle entrée.

La dernière rénovation majeure a eu lieu en 2009 et 2010. La cour est partiellement couverte, une entrée commune est créée avec la galerie adjacente du Prince Guillaume V et un certain nombre de salles jusqu'alors fermées au public sont ouvertes.

## Musée
Le musée expose une collection d'instruments de punition et de torture et n'est donc pas adapté, selon le musée lui-même, aux enfants de moins de 8 ans. Cette collection a été commencée en 1875 par Victor de Stuers. Une partie provient de l'ancien Musée néerlandais d'histoire et d'art. La collection comprend des fers à marquer, des épées de bourreau, des grésillons, des chevalets et des piloris. Depuis 2014, le musée possède une guillotine datant d'environ 1800. Après restauration, elle a été intégrée à la collection permanente en 2016.
Le musée est situé dans l'ancienne maison du gardien de prison. Il donne également accès à différentes salles historiques telles que la chambre de torture, la salle d'examen, le bloc cellulaire, la salle des chevaliers et la salle des femmes.

### Collaboration avec la Galerie Prince Willem V
Le 2 septembre 2010, la Gevangenpoort est rouverte au public après rénovation. Depuis lors, il est possible d'acheter un billet d'entrée combiné donnant accès à la fois au musée Gevangenpoort et à la galerie Prince William V.

### Visite du comité de visite du ministère
À la suite de la publication d'une auto-évaluation en août 2010 par le musée De Gevangenpoort, un comité de visite mandaté par le ministère de l'Éducation, de la Culture et des Sciences visite le musée le 10 novembre 2010. Ses membres sont : J. Brakke, ancien directeur du Landesmuseum de Hanovre (Basse-Saxe), Dr. JP Sigmond, directeur de l'Institut d'histoire néerlandaise (NWO), Jonkheer drs. D. Laman Trip, ancien président du conseil d'administration d'ING Pays-Bas, Mme drs. E. Vogelaar, ancien ministre du Logement, des Districts et de l'Intégration et également présidente du comité de visite. Un rapport suit, important pour la pérennité de ce musée, qui s'avère positif. Entre autres choses, il est constaté que : « Avec la rénovation et la réouverture, la Gevangpoort a pris un nouveau cap dans lequel, en plus d'être une sortie attrayante et un lieu de sensation historique, il veut également fonctionner comme un lieu d'histoire et de droit national et international. » Cela semble assurer la pérennité du musée pour le moment.